# Color cálido y frío
La diferencia entre los colores cálidos y fríos, también llamada temperatura del color, apareció en la teoría del color a partir del siglo XVII en el análisis de las pinturas para definir el efecto que provocan determinados colores en el espectador. Se considera que colores como el azul, el verde y el morado son fríos, mientras que colores como el rojo, el naranja, rosado o el amarillo son cálidos siendo el amarillo verdoso y el magenta el punto medio de ambos en el círculo cromático. Esta clasificación de los colores es psicológica y artística; y hay una asociación de los colores fríos con el mar, el cielo y el bosque, mientras que los colores cálidos se asocian al fuego y al sol poniente, sin embargo, todos los colores mezclados con blanco se vuelven fríos debido a la asociación que tiene este color con temperaturas bajas.

Colores fríos a la izquierda y cálidos a la derecha.

La distinción ha pasado a la cultura popular, por ejemplo en el grifo, donde el rojo indica agua caliente y el azul agua fría.
Se considera que el color más frío es el azul oscuro marino porque es muy oscuro, que se parece al cielo de noche, similar al negro o al fondo del mar, elementos naturales que se asocian a la sensación de frío. Hay polémica entre los artistas, en cambio, sobre qué color es el más cálido, algunos indican el rojo por su fuerza (es el que impera en la cultura popular como símbolo de alta temperatura , como el fuego) y otros el amarillo, internamente unido a la luz.
Existe un desacuerdo histórico sobre los colores que definen la polaridad, pero fuentes del siglo XIX ponen el contraste máximo entre el rojo anaranjado y el azul verdoso. Por otro lado, hay colores considerados neutrales o intermedios entre cálidos y fríos; por lo que el verde amarillento puede considerarse cálido y un verde azulado como el esmeralda se considera frío. Un fucsia puede se cálido o frío dependiendo de si predomina el rojo o el púrpura respectivamente. También se puede hablar de un gris frío y un gris cálido, o de un marrón frío y uno cálido. El blanco puede asociarse a la calidez del día y el negro al frío y la oscuridad de la noche.

## Temperatura y energía del color

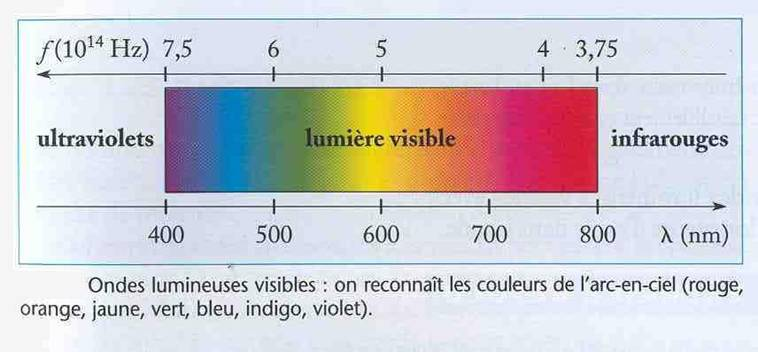
Espectro visible, desde la fría luz violeta a la cálida luz roja.

La luz se puede desdoblar en sus diferentes longitudes de onda, tal como sucede en el arcoíris. La luz fría corresponde al extremo del espectro visible donde se sitúa la luz violeta y la luz azul, mientras que las más cálidas van de la luz amarilla a la roja. En 1800, el músico y astrónomo William Herschel midió con un termómetro los colores desdoblados de la luz solar con un prisma, comprobando que la temperatura aumentaba desde el azul hacia el rojo, y para su sorpresa, observó que más allá del rojo había una radiación invisible aún más caliente, descubriendo así la radiación infrarroja, la cual fue conocida como "rayos calóricos" durante el siglo XIX.
Curiosamente, es una sensación opuesta a la temperatura de color de las estrellas, ya que las que emiten más calor son las estrellas azules y menos calor las amarillas o rojas. 
Por otro lado, paradójicamente, los colores cálidos tienen menor energía y los fríos son más energéticos. Esto se debe a que la luz de los colores fríos tienen mayor energía por fotón (con más electronvoltios). Es por esta razón que mientras la radiación infrarroja es más caliente, la radiación ultravioleta es fría pero dañina para la salud por la mayor energía que posee. Análogamente, la luz azul tiene más energía que la roja, aunque cuando se trata de dispositivos de pantalla como computadoras y celulares, esto no constituye un peligro para los ojos debido a que tienen una cantidad de luz aceptable para su percepción. Sin embargo, una lámpara o bombilla de potente luz azul, es fría y posee mucha energía, pudiendo producir dolor de ojos, dolor de cabeza y es peligroso para la retina; por esta razón es saludable durante el día el uso de lentes de sol con filtro para ultravioleta y luz azul-violeta, mientras que durante la noche no se debe de abusar de la iluminación fría y se debe bajar el nivel de luz de pantalla de los dispositivos.

## Calidez de color y nombres
No todas las lenguas se refieren a los colores cálidos y fríos con los mismos términos. Según la teoría evolucionaria de los nombres del color de Kay, si un idioma tiene solamente tres palabras para designar color, estas equivaldrán al color negro, blanco y rojo, que aparece como el más básico. Posteriormente emerge el contraste entre el verde y el amarillo y más adelante una palabra específica para el azul. Y tampoco todas las lenguas agrupan estos contrastes de la misma forma.
Respecto a los colores fríos existen las siguientes posibilidades:
- Distinción entre azul y verde como tonos esenciales (con variantes o sin ellas).
- No hay distinción entre azul y verde, que se designan con una sola palabra (la opción más frecuente entre lenguas).
- Los colores fríos se parecen a colores oscuros y reciben un nombre como el negro.
- Hay un mismo término que engloba los colores fríos y el amarillo en oposición al básico rojo.
- El azul se separa de un término que designa al mismo tiempo amarillo-verde, considerados colores cálidos.

Respecto a los colores cálidos se observan las siguientes variaciones:
- Se diferencia entre tonos de amarillo y de rojo, la opción más común.
- Se asocian todos los colores cálidos a un solo término.

Teniendo en cuenta que el rojo es el color más básico, no existe ninguna lengua conocida que separe los colores fríos y en cambio utilice un solo término para los colores cálidos.